# Lutz Jobs
Lutz Jobs (* 2. Januar 1964 in Osterholz-Scharmbeck) ist ein deutscher Politiker (erst GAL, später Regenbogen) und ehemaliges Mitglied der Hamburgischen Bürgerschaft.

## Leben
Lutz Jobs absolvierte den Studiengang Sozialwesen in Emden und zog 1987 nach Hamburg. Seit 1986 arbeitet er als Sozialarbeiter in einer Psychiatrie.
Seine ersten politischen Aktivitäten waren in der Anti-Atomkraft- und in der Hausbesetzerbewegung der 80er Jahre. 1989 trat Jobs in die GAL-Bergedorf ein und war für sie von 1991 bis 1993 und von 1995 bis 1997 als Abgeordneter und Fraktionsvorsitzender der Bezirksversammlung von Hamburg-Bergedorf. 1994/95 war er zudem Mitglied im Vorstand seiner Partei.
Von 1993 bis 2001 war Jobs Mitglied der Hamburgischen Bürgerschaft. Neben Lutz Jobs verließen im Mai 1999 Susanne Uhl, Heike Sudmann, Norbert Hackbusch und Julia Koppke aus Protest gegen die deutsche Beteiligung am Kosovokrieg die GAL-Fraktion und gründeten die parlamentarische Gruppe "Regenbogen", aus der später die Wählervereinigung Regenbogen – Für eine neue Linke wurde. Jobs saß für seine Gruppe im Eingabenausschuss.
Von März 2008 bis Juni 2010 gehörte Lutz Jobs als unabhängiger Abgeordneter der Fraktion DIE LINKE in der Bezirksversammlung Bergedorf an. Zu den Wahlen zur Hamburgischen Bürgerschaft und der Bezirksversammlung Bergedorf am 20. Februar 2011 trat Lutz Jobs wieder als unabhängiger Kandidat auf der Liste der LINKEN im Wahlkreis 15 (Hamburg-Bergedorf) an. Seit März 2011 gehört er als Bezirksabgeordneter der Fraktion DIE LINKE erneut der Bezirksversammlung Hamburg-Bergedorf an.